# Selección de hockey sobre hierba de Alemania Democrática
La selección de hockey sobre hierba de Alemania Democrática representó a Alemania Oriental en las competiciones internacionales masculinas de hockey sobre césped.
El equipo participó una vez en los Juegos Olímpicos cuando terminó en el puesto 11 en la edición de 1968.

## Participaciones

### Juegos Olímpicos
- 1968 - 11°

### Juegos de la Amistad
- 1984 - 4°